# پاولوس بورویان
پاولوس آقاجانی بورویان (پوغوس) (ارمنی: Պավլոս Աղաջանի Բորոյան (Պողոս)؛  ۱۳ ژانویهٔ ۱۹۰۵ – ۳ سپتامبر ۱۹۷۹) یک بازیگر اهل ارمنستان بود. وی بین سال‌های - تا - میلادی فعالیت می‌کرد.

## زندگی‌نامه
وی در ۱۳ ژانویهٔ ۱۹۰۵ در سیورک به دنیا آمد .  وی همچنین برندهٔ جوایزی همچون هنرمند شایسته ارمنستان شوروی (۱۹۶۶) شده است. وی در ۳ سپتامبر ۱۹۷۹ در سن ۷۴ سالگی در ایروان درگذشت.